# 沙河会戦
沙河会戦（さか（しゃか）かいせん）は、ロシア陸軍が日本陸軍に対して行った反撃により始まった会戦。この戦い以降冬季に突入し、沙河の対陣と呼ばれる膠着状態に陥った。
会戦の契機はロシアがロシア満洲軍をアレクセイ・クロパトキンのみの指揮下であったものを、グリッペンベルクとクロパトキンの二頭体制に移行させる決定をしたことである。この決定に不満のあるクロパトキンは日本陸軍を攻撃して威信を示そうとした。
10月9日にロシア軍の攻撃が始まり、それを日本陸軍が迎撃するという形で戦いが始まった。日本陸軍はロシア軍の攻撃を察知したので、圧倒的な兵力差がありながらもロシア軍に対して効率的な防御を行い、大きな損害を与えた。それから日本軍はロシア軍に対して攻撃を仕掛けたため、ロシア軍は沙河北岸に退却した。日本軍はさらに攻撃を行おうとするもロシア軍の反撃を受けて退いた。
満洲軍は弾薬がつき、大本営は旅順攻囲戦を遂行するために優先して弾薬をそちらに送ったことと、冬季に突入して軍隊行動が困難となったことから満洲軍は塹壕で次なる攻勢機会を待つこととなった。
なお、この会戦に於いて特筆するべき存在としては梅沢道治少将率いる近衛後備混成旅団（俗に言う「花の梅沢旅団」）がいる。近衛後備混成旅団は後備兵（予備役）の兵士たちによって構成された二級部隊ながら、梅沢による卓越した指揮の下、最前線に於いて精鋭部隊に劣らぬ猛烈な奮戦を見せ、勝機の一端をも担う活躍を見せたことで現在にその名を残している。

## 戦役碑
沙河戦役碑は遼寧省遼陽市のすぐ北の瀋陽市蘇家屯区沙河舗郷魏家楼子村の東煙龍山（別名：万宝山）にある。南北両山に分かれていて、南山には日本による「第四軍戦績碑」が、北山にはロシアの十字架の碑がある。

## 脚注

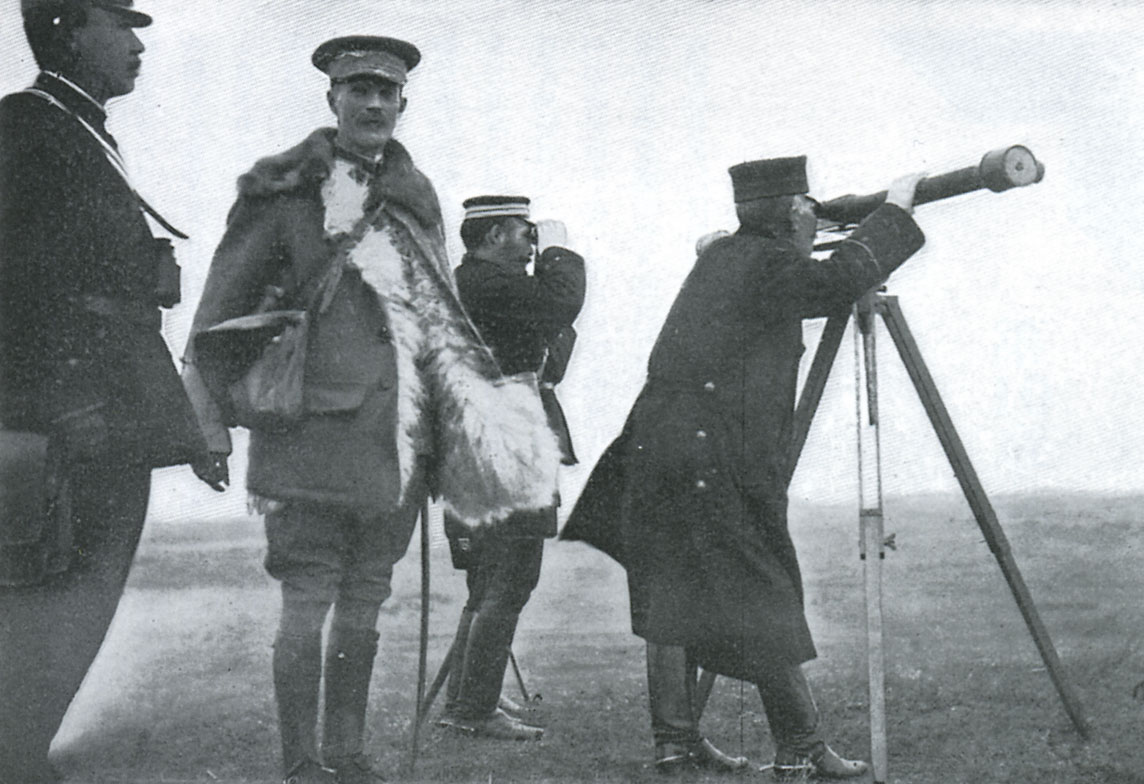
第1軍司令官 黒木為楨
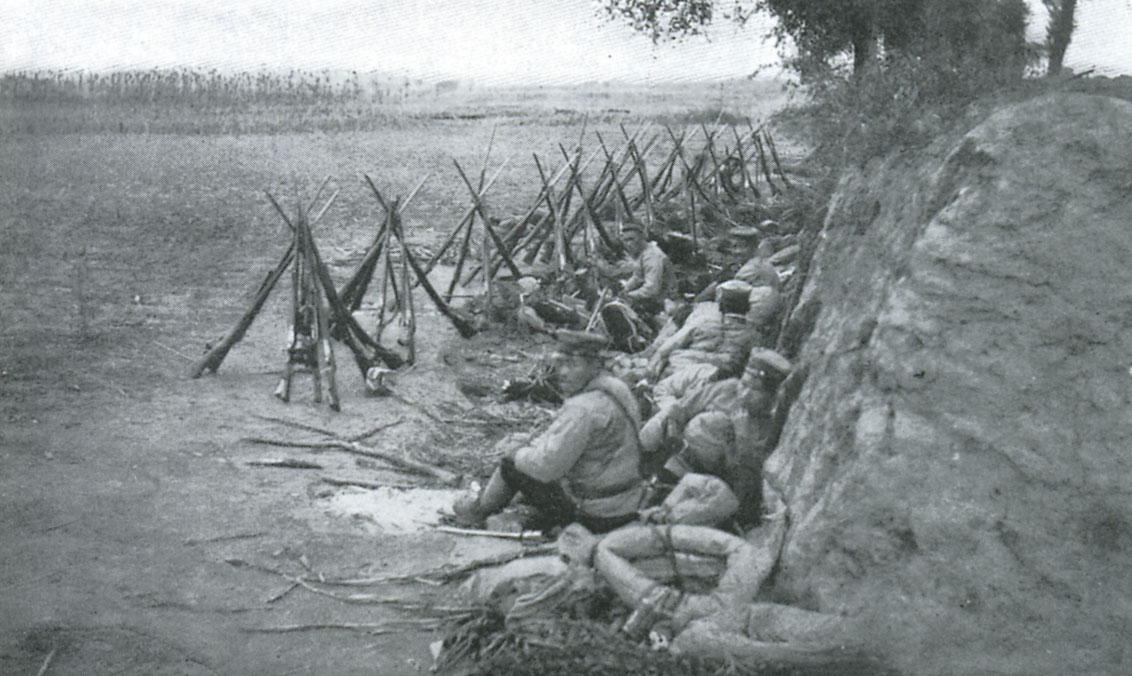
塹壕の日本軍
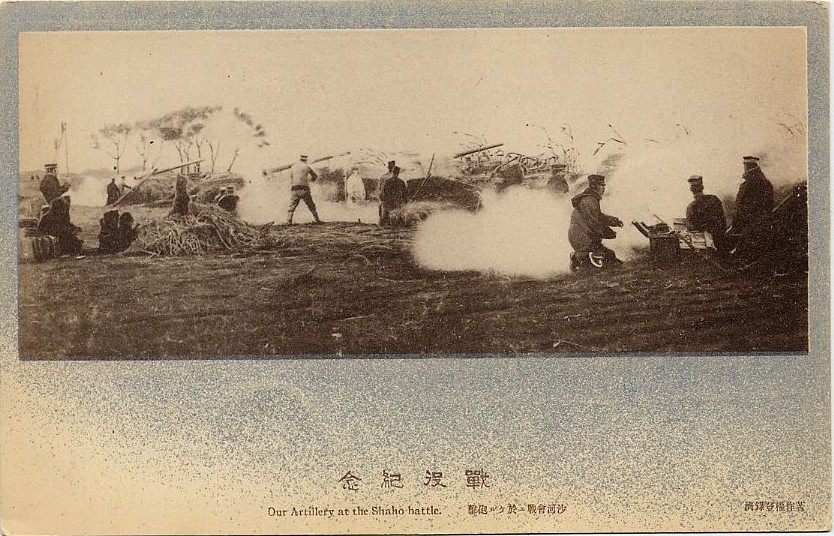
沙河会戦の絵葉書
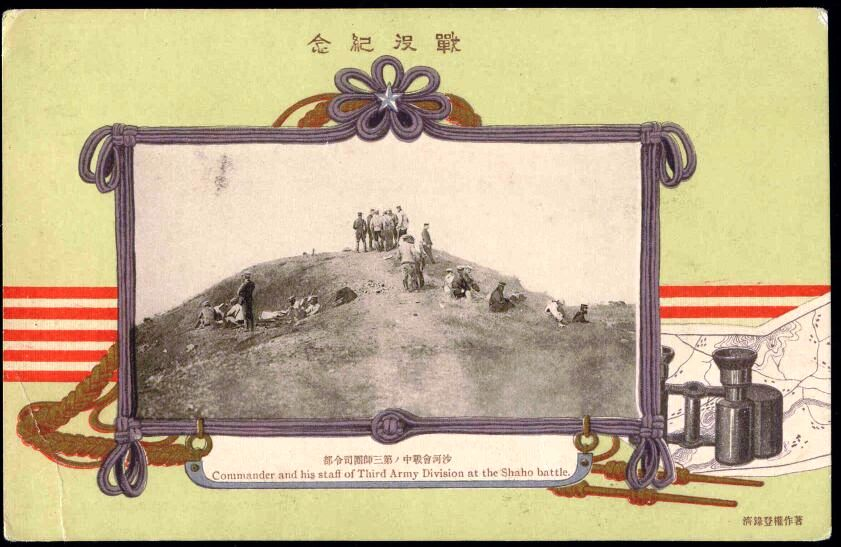
沙河会戦の絵葉書（第三師団司令部）